# Ingemar Bondeson
Ingemar Bondeson (Lund, 30 luglio 1916 – Tibro, 23 luglio 1988) è stato uno schermidore svedese, vincitore di una medaglia di bronzo ai campionati mondiali di scherma.